# Moisés Woll Dávila
Moisés Woll Dávila (Callao, 12 de diciembre de 1915 -  Callao, 27 de mayo del 2006) fue un empresario y político peruano. Fue regidor del Callao en 1993 por el fujimorismo y senador en 2 ocasiones por el Partido Popular Cristiano. También ejerció como miembro de la Asamblea Constituyente de 1978.

## Biografía
Moisés Woll nació en la ciudad del Callao, el 12 de diciembre de 1915. Fue hijo del pastor Daniel Woll Durand y de Ducelia Dávila, siendo el menor de seis hermanos.
Hizo sus estudios escolares en el Colegio América High School del Callao. Practicó remo y handball en el Club Regatas Unión, y futbol y natación en el Lima Cricket.
Ingresó tempranamente a trabajar en la aerolínea Panagra y ascendió paulatinamente hasta llegar a la gerencia general.
Estableció decenas de empresas vinculadas al negocio marítimo. Fue socio de Luis Banchero Rossi creando una pesquera en Pisco. Construyó el Hotel Picoaga en el Cusco. Fundó las entidades financieras Surmeban y Bandesco.

## Carrera política
Ingresó al Partido Popular Cristiano en 1970, dicho partido fue fundado por Luis Bedoya Reyes.

### Diputado Constituyente
Fue elegido como diputado de la Asamblea Constituyente en 1978, siendo su primer cargo en la política, para el periodo 1978-1980. Ejerció el cargo de tesorero de esta Asamblea.

### Senador de la República
En las elecciones parlamentarias de 1980, Woll fue elegido como senador por el Partido Popular Cristiano para el periodo 1980-1985.
En su labor como legislador, impulsó la creación de la Universidad Nacional del Callao y también fue primer vicepresidente del Senado bajo la presidencia de Ricardo Monteagudo de Acción Popular en 1983, donde fue uno de los firmantes de la creación de la Universidad Nacional de Tumbes. Financió el local del Partido Popular Cristiano ubicado en la cuadra 6 de la avenida 2 de Mayo del Callao, donde reunió un equipo conformado por Luis Giusti La Rosa, Benjamín Zevallos-Ortiz, Félix Moreno Roldán, Antonio Fortunic, Arturo Villanueva Chacón, Esperanza Carcelén, Nemesio Canelo y Nello Marco Sánchez entre otros. Este comité, en noviembre de 1989, logró la alcaldía provincial del Callao encabezada por su hijo Kurt Woll Muller por el Frente Democrático.
Fue nuevamente elegido como senador por el Frente Democrático en las elecciones parlamentarias de 1990, sin embargo, su cargo fue disuelto debido al autogolpe de estado decretado por Alberto Fujimori.

### Regidor del Callao
Woll siguió en la política donde luego fue elegido como regidor del Callao en 1993. En las [elecciones municipales de 1995, Woll sorpresivamente se pasó a las filas del fujimorismo como miembro de la alianza Cambio 90 - Nueva Mayoría y postuló a la reelección como regidor de la Municipalidad Provincial del Callao donde finalmente fue elegido para el periodo 1996-1998.

## Fallecimiento
El 27 de mayo del 2006, Moisés Woll falleció a los 90 años en la ciudad del Callao. En su homenaje, el Distrito de Ventanilla lleva un parque con su nombre.